# 25993 Kevinxu
25993 Kevinxu (tên chỉ định: 2001 FJ80) là một tiểu hành tinh vành đai chính. Nó được phát hiện bởi dự án Nghiên cứu tiểu hành tinh gần Trái Đất Lincoln ở Socorro, New Mexico, ngày 21 tháng 3 năm 2001. Nó được đặt theo tên Kevin Young Xu, an American high school student và finalist in the 2010 Intel Science Talent Search.